# Jeffrey Hoogland
Jeffrey Hoogland (Nijverdal, 16 marzo 1993) è un pistard olandese, campione olimpico della velocità a squadre ai Giochi di Tokyo 2020 e Parigi 2024, nonché vincitore di dieci titoli mondiali, sei nella velocità a squadre e quattro nel chilometro a cronometro, e di quindici titoli europei Elite.

## Palmarès
- 2013

Dudenhofen Grand Prix, Keirin
- 2014

Campionati europei Juniores e U23, Velocità a squadre Under-23 (con Matthijs Büchli e Nils van 't Hoenderdaal)
2ª prova Coppa del mondo 2014-2015, Velocità (Londra)
Campionati olandesi, Chilometro a cronometro
- 2015

Campionati europei Juniores e U23, Velocità Under-23
Campionati europei, Velocità a squadre (con Hugo Haak e Nils van 't Hoenderdaal)
Campionati europei, Velocità
Campionati europei, Chilometro a cronometro
- 2016

Track Cycling Challenge Grenchen, Keirin
Campionati olandesi, Velocità
Campionati olandesi, Keirin
- 2017

Oberhausen Grand Prix, Keirin
Campionati europei, Chilometro a cronometro
1ª prova Coppa del mondo 2017-2018, Velocità a squadre (Pruszków, con Harrie Lavreysen e Nils van 't Hoenderdaal)
3ª prova Coppa del mondo 2017-2018, Velocità (Milton)
- 2018

Campionati del mondo, Velocità a squadre (con  Matthijs Büchli, Nils van 't Hoenderdaal e Harrie Lavreysen)
Campionati del mondo, Chilometro a cronometro
Campionati europei, Velocità a squadre (con Roy van den Berg e Harrie Lavreysen)
Campionati europei, Velocità
1ª prova Coppa del mondo 2018-2019, Velocità a squadre (Saint-Quentin-en-Yvelines, con Roy van den Berg e Sam Ligtlee)
2ª prova Coppa del mondo 2018-2019, Velocità a squadre (Milton, con Nils van 't Hoenderdaal, Harrie Lavreysen e Sam Ligtlee)
3ª prova Coppa del mondo 2018-2019, Velocità a squadre (Berlino, con Nils Van`t Hoenderdaal e Harrie Lavreysen)
4ª prova Coppa del mondo 2018-2019, Velocità a squadre (Londra, con Roy van den Berg, Matthijs Büchli e Harrie Lavreysen)
- 2019

Campionati del mondo, Velocità a squadre (con Roy van den Berg, Matthijs Büchli e Harrie Lavreysen)
Öschelbronn Grand Prix, Velocità
Grand Prix Brno, Keirin
Giochi europei, Velocità a squadre (con Roy van den Berg, Nils van 't Hoenderdaal e Harrie Lavreysen)
Giochi europei, Velocità
Campionati europei, Velocità a squadre (con Roy van den Berg, Matthijs Büchli e Harrie Lavreysen)
Campionati europei, Velocità
1ª prova Coppa del mondo 2019-2020, Velocità a squadre (Minsk, con Nils van 't Hoenderdaal, Harrie Lavreysen e Sam Ligtlee)
2ª prova Coppa del mondo 2019-2020, Velocità a squadre (Glasgow, con Nils van 't Hoenderdaal, Harrie Lavreysen e Sam Ligtlee)
3ª prova Coppa del mondo 2019-2020, Velocità a squadre (Hong Kong, con Roy van den Berg e Harrie Lavreysen)
- 2020

Campionati del mondo, Velocità a squadre (con Roy van den Berg, Matthijs Büchli e Harrie Lavreysen)
- 2021

Giochi olimpici, Velocità a squadre (con Roy van den Berg, Matthijs Büchli e Harrie Lavreysen)
Campionati europei, Velocità a squadre (con Roy van den Berg, Sam Ligtlee e Harrie Lavreysen)
Campionati europei, Chilometro a cronometro
Campionati europei, Keirin
Campionati del mondo, Velocità a squadre (con Roy van den Berg e Harrie Lavreysen)
Campionati del mondo, Chilometro a cronometro
- 2022

2ª prova Coppa delle Nazioni, Velocità a squadre (Milton, con Roy van den Berg, Sam Ligtlee e Tijmen van Loon)
Campionati europei, Velocità a squadre (con Roy van den Berg e Harrie Lavreysen)
Campionati del mondo, Chilometro a cronometro
- 2023

Campionati europei, Velocità a squadre (con Roy van den Berg, Harrie Lavreysen e Tijmen van Loon)
Campionati europei, Chilometro a cronometro
2ª prova Coppa delle Nazioni, Velocità a squadre (Il Cairo, con Roy van den Berg, Sam Ligtlee e Tijmen van Loon)
Campionati del mondo, Velocità a squadre (con Roy van den Berg e Harrie Lavreysen)
Campionati del mondo, Chilometro a cronometro
- 2024

Campionati europei, Velocità a squadre (con Harrie Lavreysen, Roy van den Berg e Tijmen van Loon)
2ª prova Coppa delle Nazioni, Velocità a squadre (Milton, con Roy van den Berg, Harrie Lavreysen)
Giochi olimpici, Velocità a squadre (con Roy van den Berg e Harrie Lavreysen)
Campionati del mondo, Velocità a squadre (con Roy van den Berg e Harrie Lavreysen)

## Piazzamenti

### Competizioni mondiali
- Campionati del mondo

Minsk 2013 - Velocità a squadre: 10º
Minsk 2013 - Velocità: 35º
Cali 2014 - Velocità a squadre: 8º
Cali 2014 - Velocità: 7º
St. Quentin-en-Yv. 2015 - Velocità a squadre: 5º
St. Quentin-en-Yv. 2015 - Velocità: 4º
Londra 2016 - Velocità a squadre: 2º
Londra 2016 - Velocità: 9º
Hong Kong 2017 - Velocità a squadre: 2º
Apeldoorn 2018 - Velocità a squadre: vincitore
Apeldoorn 2018 - Velocità: 9º
Apeldoorn 2018 - Chilometro: vincitore
Pruszków 2019 - Velocità a squadre: vincitore
Pruszków 2019 - Velocità: 2º
Berlino 2020 - Velocità a squadre: vincitore
Berlino 2020 - Keirin: 7º
Berlino 2020 - Velocità: 2º
Roubaix 2021 - Velocità a squadre: vincitore
Roubaix 2021 - Keirin: 2º
Roubaix 2021 - Chilometro: vincitore
Roubaix 2021 - Velocità: 2º
St. Quentin-en-Yv. 2022 - Velocità a squadre: 2º
St. Quentin-en-Yv. 2022 - Keirin: 2º
St. Quentin-en-Yv. 2022 - Chilometro: vincitore
Glasgow 2023 - Velocità a squadre: vincitore
Glasgow 2023 - Chilometro: vincitore
Glasgow 2023 - Keirin: 6º
Glasgow 2023 - Velocità: 16º
Ballerup 2024 - Velocità a squadre: vincitore
Ballerup 2024 - Chilometro: 2º
Ballerup 2024 - Keirin: 6º
Ballerup 2024 - Velocità: 2º
- Giochi olimpici

Rio de Janeiro 2016 - Velocità: 11º
Rio de Janeiro 2016 - Velocità a squadre: 6º
Tokyo 2020 - Velocità : 2º
Tokyo 2020 - Velocità a squadre: vincitore
Parigi 2024 - Velocità: 4º
Parigi 2024 - Keirin: 13º
Parigi 2024 - Velocità a squadre: vincitore

### Competizioni continentali
- Campionati europei

Anadia 2013 - Velocità a squadre Under-23: 3º
Anadia 2014 - Velocità Under-23: 2º
Anadia 2014 - Keirin Under-23: 4º
Anadia 2014 - Velocità a squadre Under-23: vincitore
Atene 2015 - Velocità Under-23: vincitore
Atene 2015 - Keirin Under-23: 7º
Grenchen 2015 - Velocità a squadre: vincitore
Grenchen 2015 - Velocità: vincitore
Grenchen 2015 - Chilometro: vincitore
Berlino 2017 - Velocità a squadre: 3º
Berlino 2017 - Velocità: 2º
Berlino 2017 - Chilometro: vincitore
Glasgow 2018 - Velocità a squadre: vincitore
Glasgow 2018 - Velocità: vincitore
Apeldoorn 2019 - Velocità a squadre: vincitore
Apeldoorn 2019 - Velocità: vincitore
Grenchen 2021 - Velocità a squadre: vincitore
Grenchen 2021 - Chilometro: vincitore
Grenchen 2021 - Velocità: 2º
Grenchen 2021 - Keirin: vincitore
Monaco di Baviera 2022 - Velocità a squadre: vincitore
Grenchen 2023 - Velocità a squadre: vincitore
Grenchen 2023 - Chilometro a cronometro: vincitore
Grenchen 2023 - Keirin: 3º
Grenchen 2023 - Velocità : 8º
Apeldoorn 2024 - Velocità: 4º
Apeldoorn 2024 - Keirin: 9º
Apeldoorn 2024 - Velocità a squadre: vincitore
- Giochi europei

Minsk 2019 - Velocità: vincitore
Minsk 2019 - Keirin: 9º
Minsk 2019 - Velocità a squadre: vincitore